# Chonchi
Chonchi è un comune del Cile situato nella parte centrale dell'isola di Chiloé nella regione di Los Lagos.
La sede comunale è nell'omonima cittadina di Chonchi (San Carlos de Chonchi) che viene chiamata Ciudad de los Tres Pisos (la città dei tre piani) poiché è costruita su tre terrazze naturali. La sua chiesa in legno, dedicata a S. Carlo, è una delle 16 dell'arcipelago dichiarate Patrimonio dell'Umanità. All'interno del comune si trova anche quella di Vilopulli, nota per la sua torre sottile, che appartiene alla stessa categoria.
Il comune confina a nord con Castro e a sud con Queilen e Quellón. L'unica isola che ne fa parte è l'isolotto di Linlinao. All'interno del territorio comunale c'è Cucao, l'unico centro abitato sulla costa occidentale di Chiloé, con l'entrata al Parco nazionale di Chiloé. Tra Cucao e Chonchi c'è il doppio lago Huillinco-Cucao con il villaggio di Huillinco.